# Michael Kuneš
Michael Kuneš (* 1. července 1955) je český politik, v 90. letech 20. století a počátkem 21. století poslanec Poslanecké sněmovny za ČSSD, náměstek primátora Karlových Varů, později starosta Jáchymova.

## Biografie
Vystudoval obor vychovatelství na Střední pedagogické škole v Karlových Varech a vyučil se také na uměleckého kováře. Byl zaměstnán jako technik zvuku a správce polikliniky. V roce 1990 vstoupil do ČSSD.
Ve volbách v roce 1996 byl zvolen do poslanecké sněmovny za ČSSD (volební obvod Západočeský kraj). Mandát obhájil ve volbách v roce 1998 a ve sněmovně setrval do voleb v roce 2002. V letech 1996-1998 byl členem sněmovního hospodářského výboru, v letech 1998-2002 výboru rozpočtového a rovněž ústavněprávního. Na podzim 1996 hlasoval zpočátku pro vládní návrh rozpočtu na rok 1997, čímž se zařadil do vnitrostranické opozice v rámci ČSSD. Nakonec ale stranu podpořil a zůstal jejím členem. V roce 2001 předložil s několika poslaneckými kolegy návrh zákona o Horské službě ČR.
Dlouhodobě se angažoval v místní politice. V komunálních volbách roku 1994, byl zvolen do zastupitelstva města Karlovy Vary za ČSSD. V roce 1995 se uvádí na postu náměstka primátora Karlových Varů. Později se přestěhoval, ale i v novém bydlišti byl aktivní na komunální úrovni. V komunálních volbách roku 2002 a komunálních volbách roku 2006 byl zvolen do zastupitelstva města Jáchymov za ČSSD. Profesně se k roku 2002 uvádí jako tiskový mluvčí OkÚ, k roku 2006 coby starosta (na post jáchymovského starosty nastoupil po vítězství ve volbách roku 2002, k roku 2004 se ovšem uvádí jen jako místostarosta, k roku 2005 opět coby starosta). Neúspěšně do zastupitelstva kandidoval za ČSSD v komunálních volbách roku 2010. Je tehdy uváděn jako náměstek.
V senátních volbách roku 2004 neúspěšně kandidoval do horní komory parlamentu za senátní obvod č. 1 - Karlovy Vary na kandidátce ČSSD. Získal 8 % hlasů a nepostoupil do 2. kola. V roce 2010 se zmiňuje jako člen krajského výboru ČSSD v Karlovarském kraji.